# Mouhamed Rasho
Mouhamed Rasho (Arabisch: محمد رشو), (Aleppo, 1974) is een Koerdisch-Syrische dichter en schrijver van korte verhalen. Hij vluchtte in 2013 naar Iraaks-Koerdistan vanwege de Syrische Burgeroorlog en woont sinds 2014 in Nederland.

## Prijzen
- De Literaire Galerieprijs 2022 (Casablanca – Marokko)[2]
- Mediterranean Poetry Prize 2021-2022 (Rome – Italië)[3]